# Sant Andreu de Biscarri
Sant Andreu de Biscarri és una església romànica del poble de Biscarri, pertanyent a l'antic municipi de Benavent de la Conca i a l'actual d'Isona i Conca Dellà. És una obra inclosa a l'Inventari del Patrimoni Arquitectònic de Catalunya.

## Història
Documentada des del segle xi (1068), en el testament d'Arsenda, muller d'Arnau Mir de Tost, continua apareixent en documents diversos al llarg de la història. Havia tingut categoria parroquial, però des de fa bastants anys és regida pel rector d'Isona, com la resta de parròquies dels termes d'Isona i Conca Dellà i Abella de la Conca.
És d'una sola nau coberta amb volta de canó, amb un arc toral aproximadament a la meitat de la nau. La meitat occidental de la nau és lleugerament apuntada, mentre que l'oriental és rodona. La capçalera està formada per l'absis central, semicircular, precedit per un arc presbiteral força ampli, a banda i banda del qual es troben dues fornícules també semicirculars. Dos absis més completen la capçalera, però són clarament posteriors. Semicircular el de migdia, rectangular el septentrional, que sembla més l'arrencada d'un absis desaparegut o no acabat de construir que no pas un absis sencer.
Certes discontinuïtats en els murs de l'església, l'inici d'un arc former extern, restes de parets i altres detalls fan pensar en diverses reformes, i en l'antiga existència en el seu entorn d'altres construccions. Com que tot aquest sector és on hi hagué el primitiu poble de Biscarri, caldria unes prospeccions arqueològiques a fons per tal de treure a la llum el que s'intueix que pot haver-hi en aquest lloc.

## Descripció
L'església de Sant Andreu actualment està aïllada al costat del clos del cementiri en l'espai que ocupava la població antiga de Biscarri, avui abandonada, situada al nord del nucli actual. És una construcció romànica força modificada d'una nau capçada per un absis de semicircular precedit per un ampli arc presbiteral que presenta una fornícula a banda i banda també semicircular. La nau és coberta amb volta de canó amb un arc toral central que separa el tram de perfil apuntat del costat de ponent, del de mig punt, del costat de llevant. En una modificació posterior, als dos costats de la nau es van obrir dos absis formant una mena transsepte irregular. El braç de migdia és de planta semicircular i el de tramuntana rectangular. Manté l'accés per una portalada oberta al mur de migdia. A l'exterior destaca l'absis principal amb una ornamentació llombarda, formada per grups de dues arcades cegues separades per lesenes, i una finestra central de doble esqueixada. L'antic campanar d'espadanya de la façana de ponent ha estat transformat en una torre en època molt recent.

## Galeria d'imatges

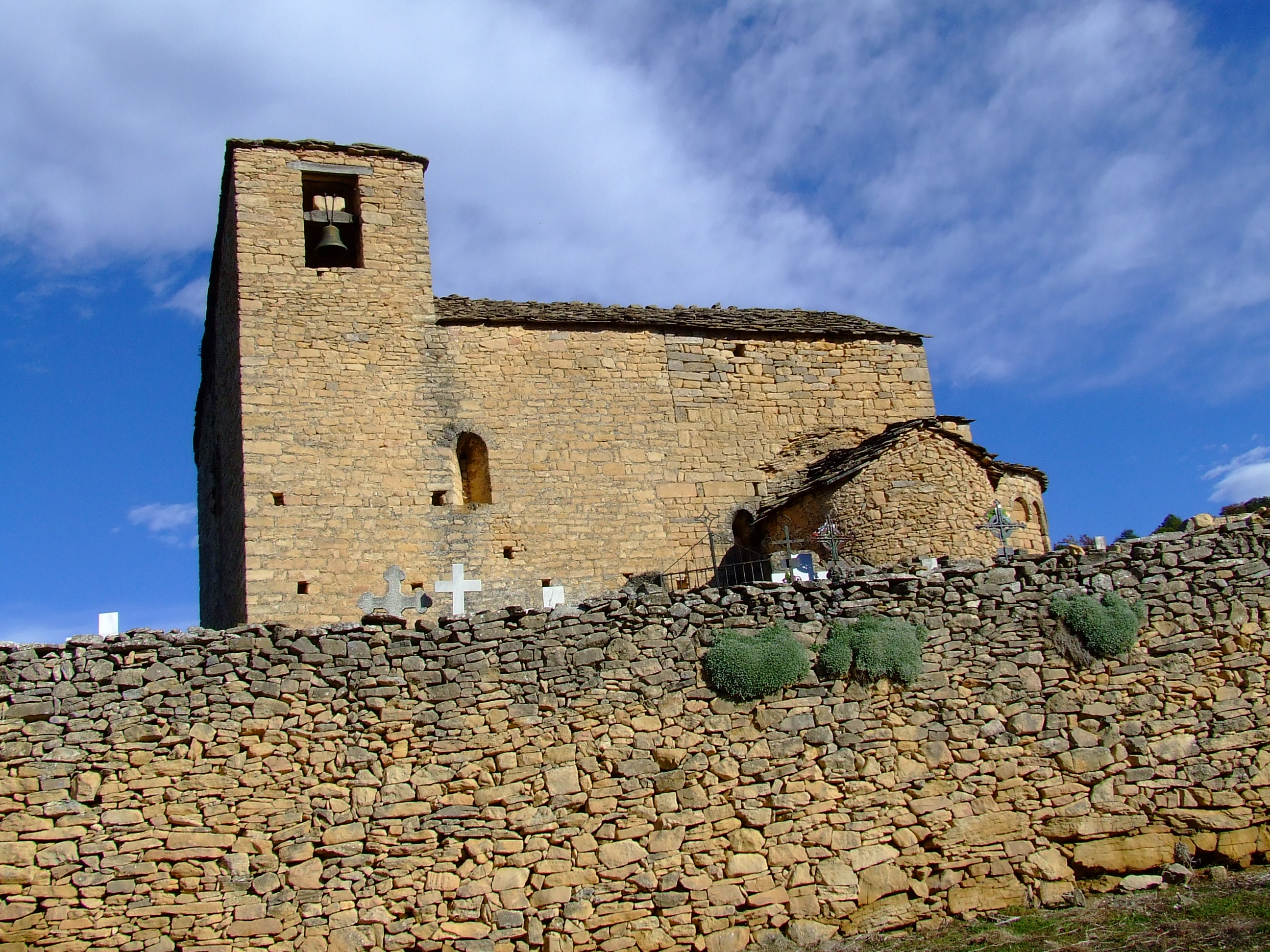
Façana sud
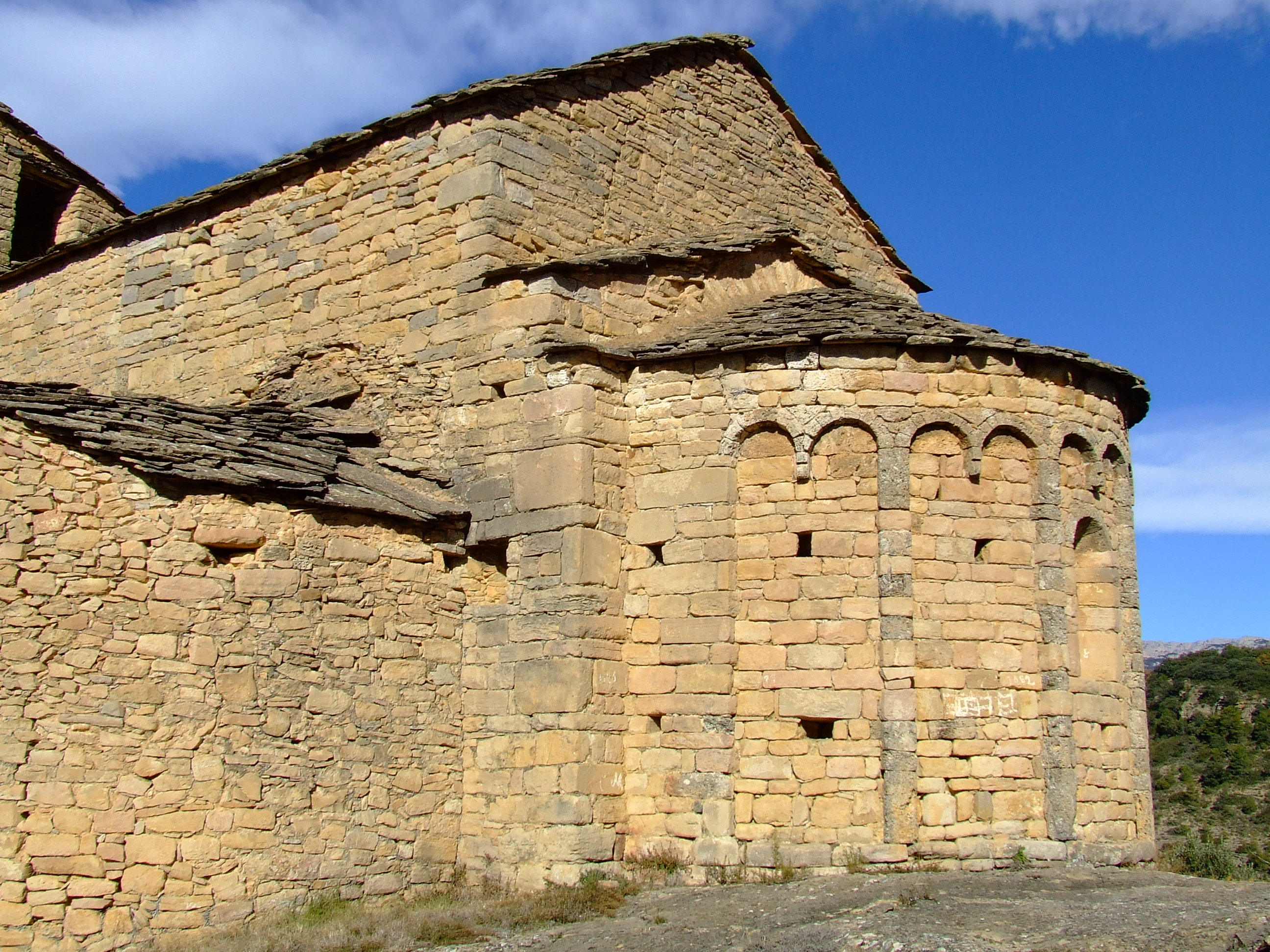
Capçalera